# Hải Hưng (tỉnh)
Hải Hưng là một tỉnh cũ ở vùng đồng bằng sông Hồng Việt Nam, tồn tại từ ngày 26 tháng 1 năm 1968 đến ngày 5 tháng 11 năm 1996 trên cơ sở sáp nhập hai tỉnh Hải Dương và Hưng Yên.

## Địa lý
Tỉnh Hải Hưng có vị trí địa lý (năm 1996):
- Phía bắc giáp tỉnh Hà Bắc và thành phố Hà Nội
- Phía nam giáp tỉnh Thái Bình và tỉnh Nam Hà
- Phía đông giáp tỉnh Quảng Ninh và thành phố Hải Phòng
- Phía tây giáp tỉnh Hà Tây.

## Diện tích, dân số
- Diện tích (1995): 2.556,01 km²
- Dân số (1995): 2.761.003 người

## Lịch sử
Ngày 26 tháng 1 năm 1968, theo Nghị quyết của Ủy ban thường vụ Quốc hội Việt Nam, hai tỉnh Hải Dương và Hưng Yên sáp nhập thành tỉnh Hải Hưng. Khi hợp nhất, tỉnh có 2 thị xã: thị xã Hải Dương (tỉnh lị), thị xã Hưng Yên và 20 huyện: Ân Thi, Bình Giang, Cẩm Giàng, Chí Linh, Gia Lộc, Khoái Châu, Kim Động, Kim Thành, Kinh Môn, Mỹ Hào, Nam Sách, Ninh Giang, Phù Cừ, Thanh Hà, Thanh Miện, Tiên Lữ, Tứ Kỳ, Văn Giang, Văn Lâm, Yên Mỹ.
Sau khi sáp nhập tỉnh, các huyện cũng tiến hành hợp nhất.
Năm 1977, hợp nhất Cẩm Giàng và Bình Giang thành huyện Cẩm Bình.
Năm 1979, hợp nhất Kim Thành và Kinh Môn thành huyện Kim Môn; Nam Sách và Thanh Hà thành huyện Nam Thanh; Tứ Kỳ và Gia Lộc thành huyện Tứ Lộc; Thanh Miện và Ninh Giang thành huyện Ninh Thanh.
Năm 1977, hợp nhất Phù Cừ và Tiên Lữ thành huyện Phù Tiên, Văn Giang và Yên Mỹ thành huyện Văn Yên, Văn Lâm và Mỹ Hào thành huyện Mỹ Văn.
Năm 1979, hợp nhất 14 xã của huyện Văn Yên (gồm phần lớn huyện Yên Mỹ cũ) và huyện Văn Mỹ thành huyện Mỹ Văn; hợp nhất 14 xã còn lại của huyện Văn Yên (gồm phần lớn huyện Văn Giang cũ) và huyện Khoái Châu thành huyện Châu Giang; Kim Động và Ân Thi thành huyện Kim Thi.
Như vậy đơn vị hành chính của tỉnh đến đầu năm 1996 bao gồm thị xã Hải Dương (tỉnh lị), thị xã Hưng Yên, 10 huyện: Cẩm Bình, Châu Giang, Chí Linh, Kim Môn, Kim Thi, Mỹ Văn, Nam Thanh, Ninh Thanh, Phù Tiên, Tứ Lộc.
Ngày 27 tháng 1 năm 1996, chia huyện Kim Thi thành 2 huyện Kim Động và Ân Thi, chia huyện Ninh Thanh thành 2 huyện: Ninh Giang và Thanh Miện, chia huyện Tứ Lộc thành 2 huyện: Tứ Kỳ và Gia Lộc như trước khi sáp nhập.
Đến cuối năm 1996, đơn vị hành chính của tỉnh bao gồm thị xã Hải Dương (tỉnh lị), thị xã Hưng Yên và 13 huyện: Ân Thi, Cẩm Bình, Châu Giang, Chí Linh, Gia Lộc, Kim Động, Kim Môn, Mỹ Văn, Nam Thanh, Ninh Giang, Phù Tiên, Thanh Miện, Tứ Kỳ.
Ngày 6 tháng 11 năm 1996, kỳ họp thứ 10 Quốc hội khóa IX ra nghị quyết chia tỉnh Hải Hưng để tái lập tỉnh Hải Dương và tỉnh Hưng Yên.
- Tỉnh Hải Dương gồm thị xã Hải Dương và 8 huyện: Cẩm Bình, Chí Linh, Gia Lộc, Kim Môn, Nam Thanh, Ninh Giang, Thanh Miện, Tứ Kỳ.
- Tỉnh Hưng Yên gồm thị xã Hưng Yên và 5 huyện: Ân Thi, Châu Giang, Kim Động, Mỹ Văn, Phù Tiên.

Ngày 24 tháng 7 năm 1999, huyện Châu Giang tách thành 2 huyện Khoái Châu và Văn Giang. Đồng thời, chia lại huyện Mỹ Văn thành 3 huyện: Mỹ Hào, Văn Lâm và Yên Mỹ.